# Волошине (Комсомольська міська рада)
Воло́шине — колишнє село Полтавської області, підпорядковувалося Дмитрівській сільській раді міста Горішні Плавні.
На карті 1860-70-х рр. позначені хутір Волошани (північна частина майбутнього села) та хутір Дуканичі (південна частина). Надалі, після формування єдиного села, воно продовжувало складатися з двох окремих частин.
2001 року у селі мешкало 22 особи. Мешканці були відселене у зв'язку із розширенням Єристівського родовища залізної руди. На місці села нині промислові споруди.
15 червня 2011 року рішенням Полтавської обласної ради виключене з облікових даних.

## Населення
За переписом населення України 2001 року в селі мешкало 15 осіб.

## Історія
На території села знаходилося декілька курганних груп.
Курганна група ІІ (археол.). Знаходиться за 0,35 км на захід – південний захід від частини села, відомої як Дуканичі (зняте з обліку, приєднане до Волошиного), в 0,8-1,1 км на схід – південний схід від с. Колгоспна Гора, зліва від шосе сс. Дмитрівка – Єристівка та гідрозахисного каналу Горішнє-Плавнівського і Лавриківського кар’єрів ВАТ «Полтавський гірничо-збагачувальний комбінат». Обстежувалася О.Б.Супруненком і В.В.Шерстюком у 2003, 2008 рр. Займає східний мис-відріг вододільного останця третьої тераси лівого берега р. Псел, що здіймається над заплавами стариць на 5-7 м (схема на с. 112). Групу утворюють сім невеликих курганів висотою 0,3-1,0 м і діаметром 15- 25 м, розташованих компактним «ланцюжком» у широтному напрямку, на відстані в 0,18 км. Південна половина насипу № 2 знищена внаслідок прокладання шосе. У складі групи був ще один курган, що 112 знаходився на невеликому підвищенні, висотою 2,5-3,0 м, за 70 м на північний схід у заплаві. Він мав висоту 0,8 м, при діаметрі близько 20 м. Його насип знищений внаслідок влаштування свиноферми та під час зведення полотна шосе у 1970-х рр. На поверхні згладженого бульдозером останця основи кургану виявлені уламки ліпного посуду ямного і зрубного часу, а також бронзова бляшка – прикраса вузди пізньосарматської епохи, що зберігається у Полтавському краєзнавчому музеї.
Курганна група IV (археол.). Знаходиться за 0,7-0,8 км на північ – північний схід від села, в 1,5 км на південний схід від с. Солонці. Обстежувалася О.Б.Супруненком у 2003 та 2005 рр. Ним же, разом зі С.А.Скорим і В.В.Шерстюком, у 2005- 2006 рр. проведені розкопки п’яти курганів і двох курганоподібних насипів. Розташована на мису третьої надзаплавної тераси лівого берега р. Псел – першій терасі лівого берега Ємцівського болота, за 0,6 км від тракторної бригади колишньої агрофірми «Відродження». Складалася з семи невеликих розораних курганів, з яких на разі виявилися не дослідженими лише два насипи (№№ 4 і 6). Кургани дуже розорані, зі слідами нівелювання бульдозером у 1960-х рр. Їх висота – 0,5-0,7 м, діаметр – 12-20 м. У досліджених насипах, в ході науково-рятівних археологічних робіт в зоні спорудження Єристівського кар’єру залізистих кварцитів, виявлено 15 поховань епохи пізнього енеоліту, раннього, середнього і пізнього бронзового віку, скіфського часу, залишки господарських і житлових споруд хутора кінця ХІХ – початку ХХ ст. Колекція знахідок з розкопок зберігається у Горішньоплавнівському історико-краєзнавчий музей.
Курганна група V (археол.). Знаходиться за 1,0 км на північ – північний схід від села, за 0,6 км на схід – північний схід від тракторної бригади колишньої агрофірми «Відродження» поблизу с. Солонці. Обстежувалася О. Б. Супруненком у 2005 і 2006 рр. Розташована край схилу підвищення вододілу над мисом третьої надзаплавної тераси лівого берега р. Псел, висотою 2,1 м над рівнем болота, біля підніжжя. Складається з трьох невеликих, дуже розораних курганів. Всі вони – зі слідами нівелювання бульдозером у 1960-х рр. Їх висота – 0,3-0,5 м, діаметр – 14-18 м.